# Salvelinus malma
Espèce
Salvelinus malma est une espèce d'ombles que les pêcheurs américains ont baptisé Dolly Varden. Il existe plus d'une douzaine d'espèces d'ombles dans le monde. Les plus observées sont celles d'Amérique du Nord : l'Omble Oquassa (S. alpinus oquassa), l'Omble à tête plate (S. confluentus), l'Omble de fontaine, (S. fontinalis), le Touladi appelé aussi Cristivomer ou Truite grise (S. namaycush)et le Dolly Varden (S. malma). Le seul représentant des ombles indigène de France est l'Omble chevalier (Salvelinus alpinus).
Le poisson des zones arctiques que les pêcheurs nomment Omble arctique peut être tantôt un Salvelinus malma ou tantôt une variété anadrome de Salvinus alpinus (Omble chevalier) suivant les régions.
Le Dolly Varden est très proche de son cousin européen, l'omble chevalier et de l'omble Oquassa, présent dans le sud du Québec. Les deux derniers ont été isolés dans des lacs alpins depuis les périodes glaciaires, alors que le Dolly Varden est resté dans les zones arctiques ou des rivières froides.
Souvent confondu avec la Bull Trout, Salvelinus confluentus.
Il existe deux groupes de Salvelinus malma, l'un vivant exclusivement en eau douce, l'autre est une variété anadrome qui migre chaque année dans l'océan.
La forme non migratrice est présente dans certains lacs et rivières d'Amérique du nord et de la Scandinavie. Il existe une controverse au Québec sur le rattachement de l'Oquassa au Salvelinus malma ou au Salvinus alpinus (Omble chevalier)
Salvinus malma anadrome est la forme marine et migratrice dont l’habitat est représenté par tout l’océan Arctique et ses rivières tributaires en Islande, au Groenland, au nord du Canada, en Alaska, en Norvège, mais aussi au Japon et en Sibérie. Il partage sa vie entre l'eau  salée et l'eau douce pour  migrer vers les fleuves où il va frayer. Les alevins dévalent vers l'océan vers l'âge de 3 à 4 ans  où ils se nourrissent de crevettes et de petits poissons avant de retourner hiverner en eaux douces. Comme le saumon, salvinus malma grandit en eau salée et se reproduit en eau douce.

## Description

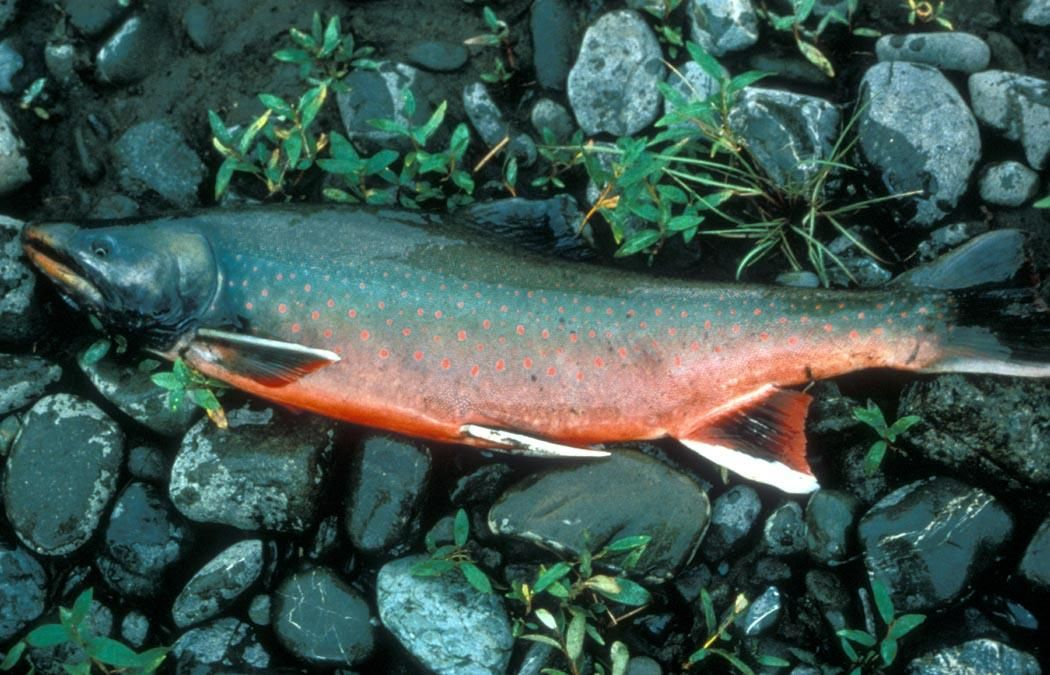
Mâle

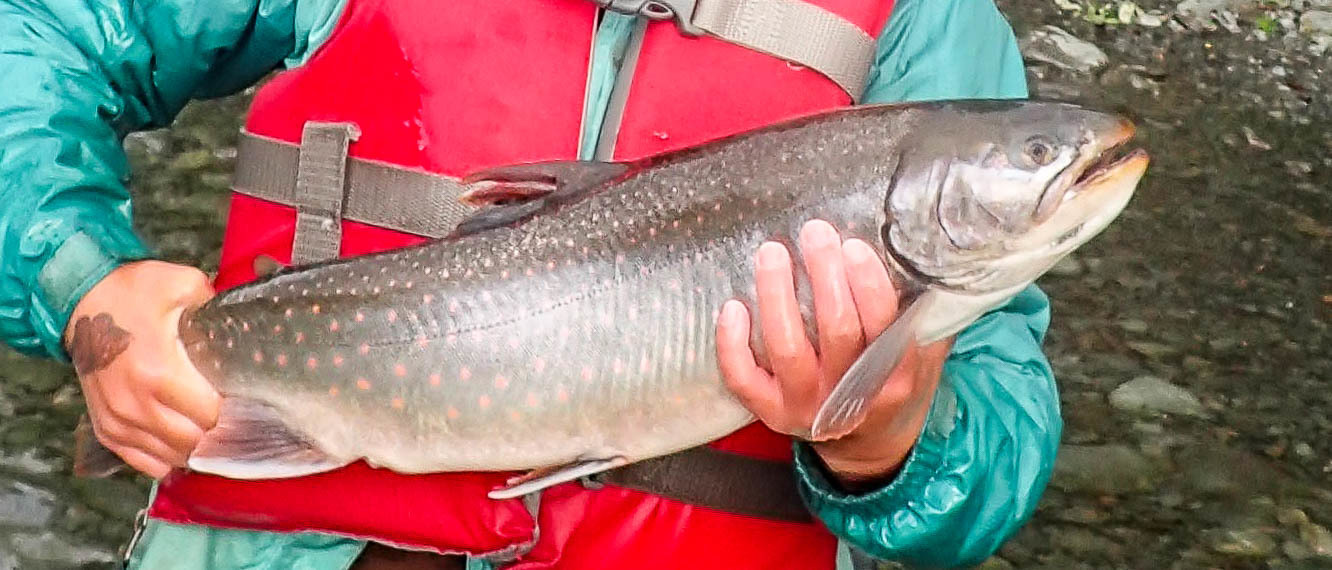
Femelle

Salvelinus malma peut mesurer jusqu'à 127 cm de longueur totale et peser jusqu'à 18 kg. Sa taille habituelle est d'environ 37 cm.
Son dos et les côtés sont le gris vert, le ventre est plus clair. Des taches jaunes ou rosé jaune sont dispersées sur son flanc. De petites taches rouges sont présentes sur les côtés inférieurs. Les nageoires sont simples et sans étiquette à part quelques taches claires sur la base des rayons. Des taches claires (jaunes ou roses) sur un fond sombre permettent de distinguer la Dolly Varden de tous les autres ombles et des truites. La Dolly Varden se différencie généralement de l’omble Chevalier par des taches plus petites et plus nombreuses et un corps davantage comprimé.
En saison de frai (automne), son ventre devient rouge orange éclatant.

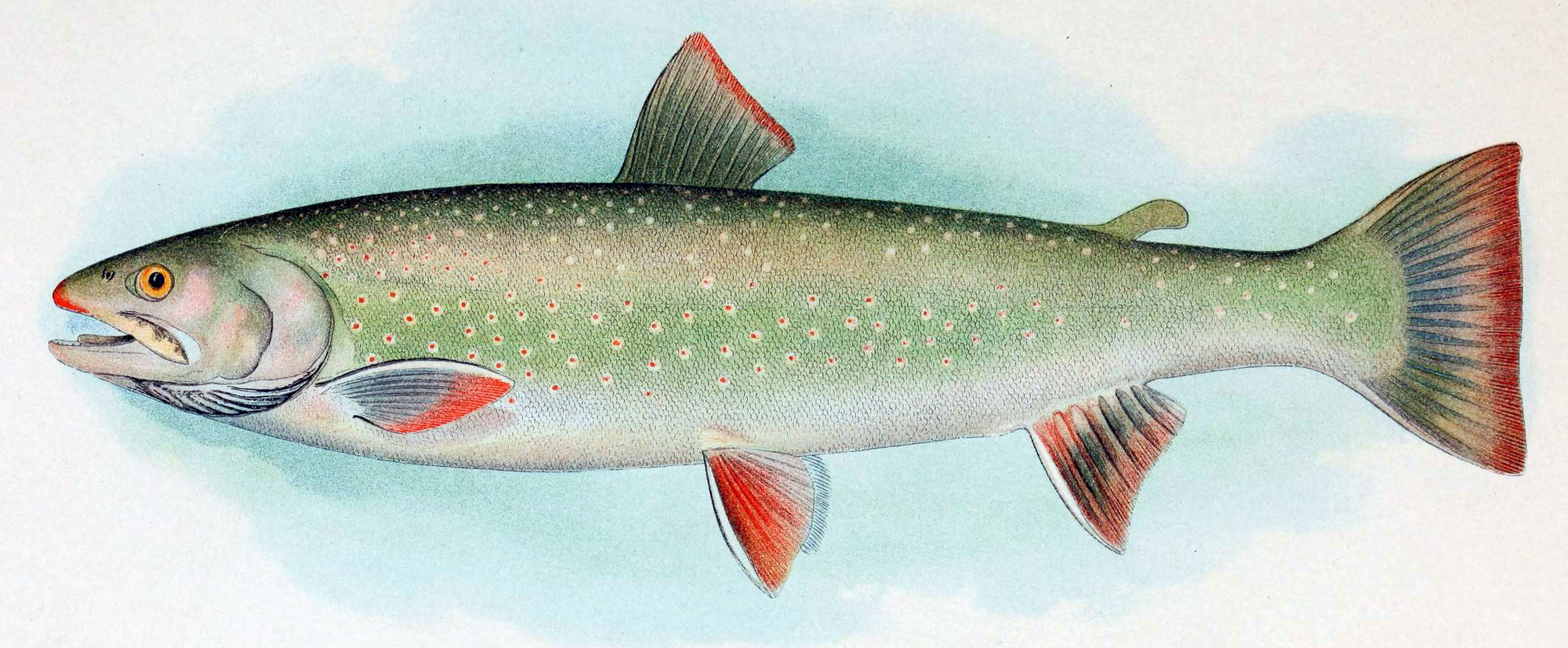

## Répartition

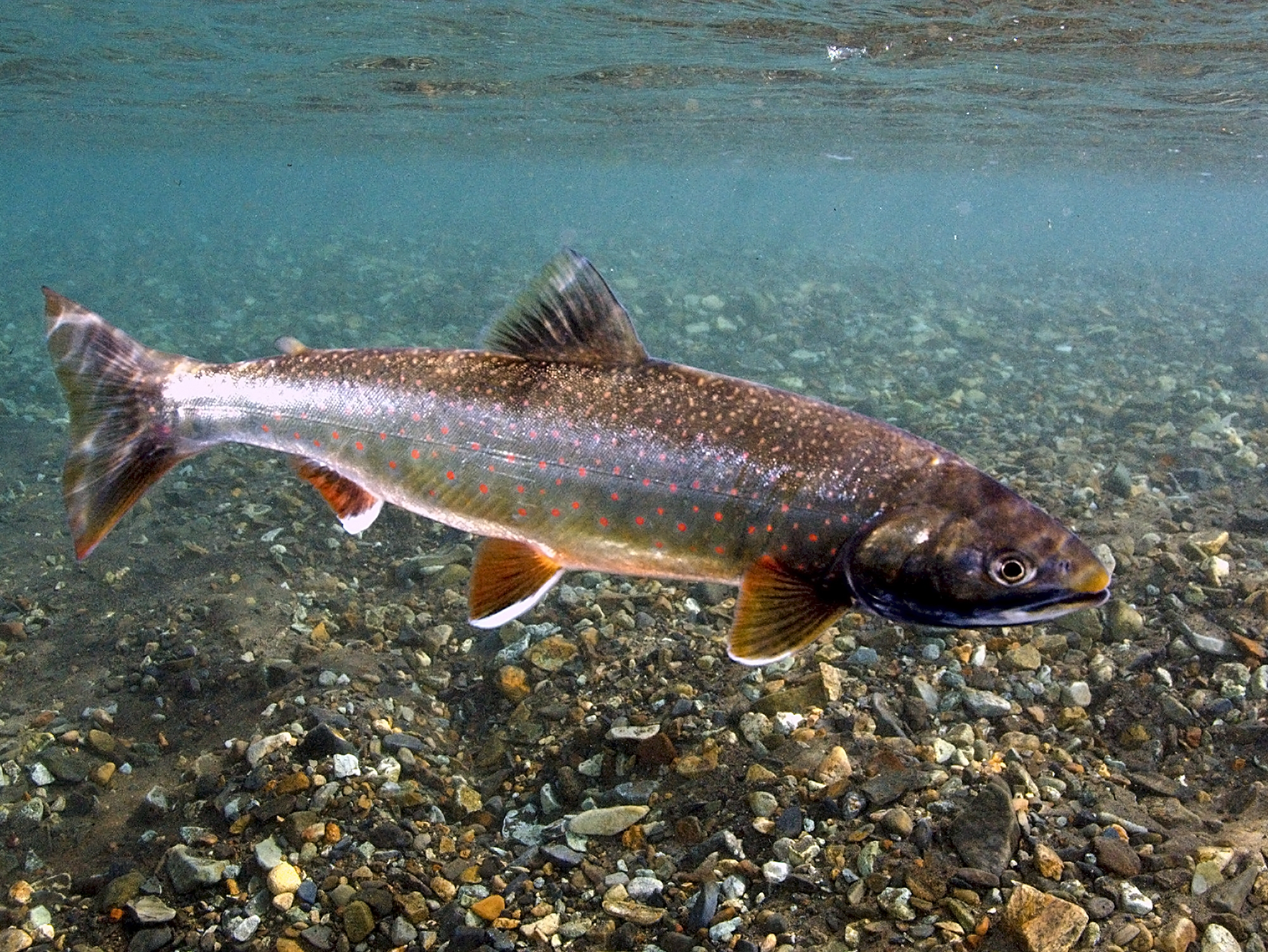

Sa distribution est limitée aux pays de la région du Pacifique et, au Canada, aux régions du Sud du Yukon et aux régions côtières de la Colombie-Britannique, au nord de la Californie et à l'État de Washington et en Alaska.
L'omble arctique est présent en Islande, Groenland, Nord Canada, Terre de Baffin, Norvège,  Alaska et en Sibérie.

## Histoire du nom Dolly Varden
Le surnom Dolly Varden lui est venu au début des années 1870 dans la région de la McCloud River dans le nord de la Californie.

Dans son livre Inland Fishes of California, l'ichtyologiste américain Peter B. Moyle (en) retranscrit la lettre que lui a envoyée Valerie Masson Gomez le 24 mars 1974 par :

« La famille de ma grand-mère tenait un hôtel durant l'été à Upper Soda Springs sur la Sacramento River juste au nord de la ville actuelle de Dunsmuir. Celle-ci qui passa toute sa vie à cet endroit et nous raconta l'histoire du nom Dolly Varden. Elle raconta que des pêcheurs qui essayaient de pêcher une énorme truite dans la McCloud River nommée calico trout à cause de ses taches et de marques colorées. Ils pensaient que la truite méritait un meilleur nom. La grand-mère qui avait environ 15 ans venait de lire le livre de Charles Dickens intitulé Barnaby Rudge. Dans ce livre, un personnage se nomme Dolly Varden. La mode féminine de l’époque que portait sa grand-mère (milieu des années 1870) portrait également ce nom. Les couleurs de sa robe lui rappelaient les couleurs du poisson et elle suggéra aux pêcheurs de nommer la truite Dolly Varden. Les pêcheurs retournèrent après la saison estivale dans leurs maisons de la région de San Francisco où ils continuèrent à garder le nouveau nom. David Starr Jordan de l'Université de Stanford indiqua dans un de ses ouvrages une note parlant de la Dolly Varden Trout »

.
En 1874, Livingston Stone, un naturaliste travaillant pour le gouvernement américain écrivit de ce poisson : « Aussi nommé dans la région de (Upper) Soda Springs la 'Varden'… Le magnifique poisson à la forme parfaite de la McCloud River. Aussi le seul poisson à points colorés. Couvert à profusion sur tout le corps de points colorés rouge-doré… Le nom local à (Upper) Soda Springs est la Dolly Varden ».
Ironiquement, il apparaît que la truite Dolly Varden originale disparut de la McCloud dans les années 1970. Des tentatives de réintroduction de la truite furent tentées sans succès. En effet, de nouvelles espèces introduites entrèrent en concurrence avec la Dolly Varden et des fécondations entre espèces donnèrent naissance à des poissons hybrides stériles. À cause de cela, aucune autre tentative d’introduction n’est prévue.
Le nom de Dolly Varden est également employé pour le salmonidé S. m. miyabei qui vit sur l'île d'Hokkaïdo au Japon.

## Anecdotes
Dans certaines rivières d'Amérique du Nord, il est arrivé que ce poisson soit considéré comme nuisible pour le saumon et la truite. En Alaska, une prime avait même été pour sa capture. En général, ce n'est pas une espèce très prisée par les pêcheurs sportifs dans ses régions où l'on trouve les autres espèces de Salmonidés. Il n'en est pas moins un magnifique poisson pour la pêche sportive.

## Systématique
Le nom valide complet (avec auteur) de ce taxon est Salvelinus malma (Walbaum, 1792).
L'espèce a été initialement classée dans le genre Salmo sous le protonyme Salmo malma Walbaum, 1792.
Salvelinus malma a pour synonymes :
- Salvelinus alpinus malma (Walbaum, 1792)
- Salvelinus confluentus malma (Walbaum, 1792)
- Salvelinus malma alpinus Linnaeus, 1758
- Salvelinus malma malma (Walbaum, 1792)
- Salvelinus malma miyabei Oshima, 1938
- Salvelinus malma spectabilis (Girard, 1856)
- Salvelinus malma tudes (Cope, 1873)
- Fario lordii (Günther, 1866)
- Salmo bairdii Suckley, 1861
- Salmo lordii Günther, 1866
- Salmo malma Walbaum, 1792
- Salmo parkei Suckley, 1861
- Salmo parkii Suckley, 1861
- Salmo spectabilis Girard, 1856
- Salmo tudes Cope, 1873
- Salvelinus bairdii (Suckley, 1861)
- Salvelinus miyabei Oshima, 1938
- Salvelinus parkei (Suckley, 1861)
- Salvelinus spectabilis (Girard, 1856)

### Étymologie
Son épithète spécifique, malma, reprend le nom vernaculaire de ce poisson au Kamtchatka au 16e siècle.